# Tubocapsicum boninense
Tubocapsicum boninense är en potatisväxtart som först beskrevs av Gen-Iti Koidzumi, och fick sitt nu gällande namn av Gen-Iti Koidzumi och Kanesuke Hara. Tubocapsicum boninense ingår i släktet Tubocapsicum och familjen potatisväxter. Inga underarter finns listade i Catalogue of Life.